# Erik Magnus
Erik Louis Magnus, född 19 april 1884 i Göteborg, död 8 april 1969 i Göteborg, var en svensk ingenjör och direktör.
Han var son till grosshandlaren Ernst Magnus och Henriette Meyer. Familjen Magnus tillhörde Göteborgs handelssocietet. Åren 1905-08 studerade han vid Göteborgs realläroverk, Chalmers tekniska institut och blev ingenjör vid AB Gustaf Ericssons Automobilfabrik i Stockholm. Gustaf Ericsson var studiekamrat med Magnus på Chalmers. Verksamheten blev ett misslyckade då produktionen aldrig kom igång på allvar. Det blev istället Fabriken Tomten som blev Erik Magnus stora framgång.
År 1908 blev han VD för Tomten i Göteborg tog sedan över bolaget 1919 som var mycket framgångsrikt, inte minst genom sin omfattande reklam som bidrog till att göra Tomtens till ett begrepp. Han satt med i styrelsen för bland annat AB Volvo, Mölnlycke fabriker, Sjöförsäkrings AB Gauthiod och Göteborgs sparbank. Vidare hade han styrelseuppdrag i Göteborgs botaniska trädgård och Göteborgs naturhistoriska museum. Hans intresse för bilar visade sig också när han tidigt gick in och finansierade Volvos första experimentbil. Erik Magnus fick Assar Gabrielsson-medaljen 1956.
Han hade ett stort intresse för botanik och skapade en omfattande trädgårdsanläggning på sitt sommarställe Stålebo Tå i Jonsered. Från denna trädgård kom växter till bland annat Sofiero, Millesgården och Bergianska trädgården. Trädgården fick många studiebesök. När Magnus sålde Stålebo Tå 1950 kom delar av växtmaterialet till Göteborgs botaniska trädgård. I Johanneberg återfanns den ordinarie bostaden, ett hus på Dicksonsgatan 12, ritat av Arvid Bjerke på uppdrag av Erik Magnus.
Inom teaterkonsten satt han med i Göteborgs teaters styrelse och var även vd. Han engagerade sig mycket i Lorensbergsteatern och i vänkretsen fanns bland annat Karl Gerhard, Gösta Ekman och Anders de Wahl. Han var också engagerad i musik och spelade själv cello. Han satt med i styrelsen för Kammarmusikföreningen i Göteborg och Göteborgs orkesterförening.
För sitt arbete med att ta emot flyktingar under andra världskriget mottog han den danska statens frihetsmedalj "Pro Dania" 1946. Han mottog Göteborgs stads förtjänsttecken i guld 1949.
Erik Magnus var gift med Märta Eleonora Liljencrants 1906–1911. Magnus var gift andra gången med Irène Jansson, dotter till guldsmeden Charles Jansson och Stina Boström, 1913–1946. Han gifte sig 1947 med Signe Augusta Mathilda Englund.